# Speedtape

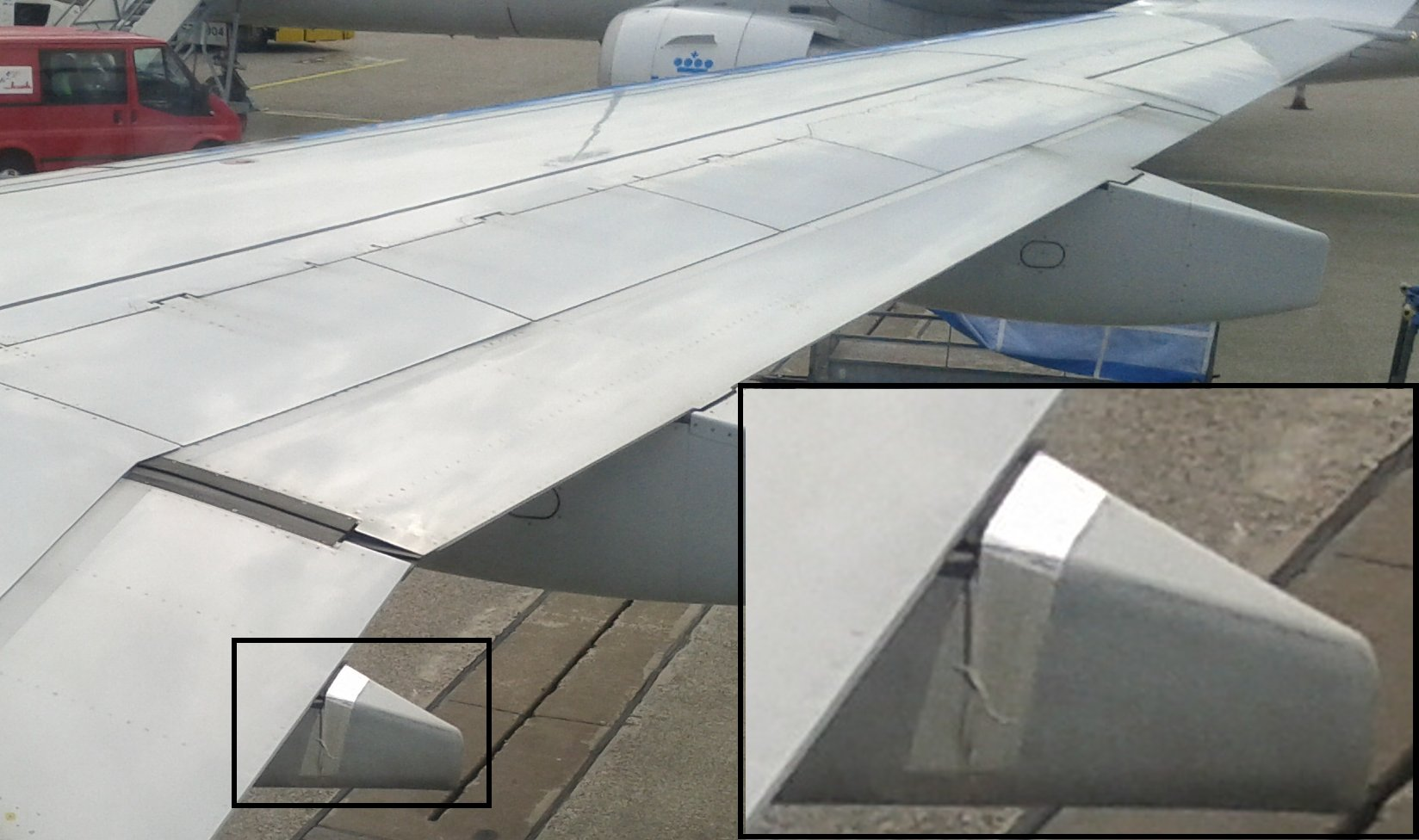
Voorbeeld van het gebruik van speedtape

Speedtape of highspeedtape is een aluminium drukgevoelige tape gebruikt voor het doen van kleine reparaties aan vliegtuigen en raceauto's. Het wordt gebruikt als een tijdelijk reparatiemiddel totdat een meer permanente reparatie kan worden uitgevoerd. Het uiterlijk van speedtape is vergelijkbaar met ducttape. Hierdoor worden de twee wel eens door elkaar gehaald, maar de lijm is in staat om op een vliegtuigromp of vleugel bij hoge snelheden te blijven zitten, vandaar de naam. De tape kan bestaan uit zachte aluminium met een zelfklevende laag zoals 3M 425, of een laminaat van aluminium en stof zoals Nitto Permacel P12L.

## Eigenschappen
Afhankelijk van de zelfklevende laag die gebruikt wordt, kan het bestand zijn tegen water en oplosmiddelen, vlammen voor korte periodes, en reflecteert het hitte en UV-licht. De tape is ook in staat om uit- en in te rekken in een groot temperatuurbereik.

## Gebruik
Speedtape wordt soms gebruikt om kit te beschermen tijdens het uitharden, of om niet-essentiële onderdelen van een vliegtuig op te lappen. Het kan ook gebruikt worden om kogelschade aan gevechtsvliegtuigen op te lappen.
Gebruik van speedtape moet worden geautoriseerd door engineeringteams en moet voldoen aan bepaalde eisen. Boetes kunnen worden geheven als luchtvaartmaatschappijen met de tape onvakkundige reparaties maken.